# Amblyopinae
Die Amblyopinae sind eine Unterfamilie der Oxudercidae innerhalb der Grundelartigen (Gobiiformes), deren Vertreter durch ihre langgestreckte Gestalt auffallen und weltweit in tropischen, marinen und brackigen Gewässern leben. Der deutsche Name der Unterfamilie (Aalgrundeln) kann zur Verwechslung mit der Weißstreifen-Aalgrundel (Pholidichthys leucotaenia) führen, einem Meeresfisch, der nicht zu den Grundelartigen gehört.

## Merkmale
Die Rückenflossen der Amblyopinae sind immer durch eine Membran verbunden, manchmal auch mit der Schwanz- und Afterflosse zu einem durchgehenden Band verbunden. Die Bauchflossen sind bei den meisten Aalgrundeln zu einem Saugorgan umgewandelt. Die rückgebildeten Augen sind punktartig winzig. 
Aalgrundeln leben als Schlamm- und Grundbewohner oft in der Gezeitenzone und ziehen sich bei Ebbe in Höhlen im Schlick zurück. Sie sind durchschnittlich 10 bis 15 Zentimeter lang, eine Art über 30 Zentimeter.

## Systematik
Das Taxon wurde 1861 durch den deutsche Ichthyologen Albert Günther eingeführt. Wie eine im Januar 2022 veröffentlichte Studie zeigte sind die Amblyopinae  vielfältig paraphyletisch mit den Schlammspringerverwandten (Oxudercinae) verflochten und um eine in der modernen Systematik geforderte Monophylie herzustellen müsste eine gemeinsame Unterfamilie beschrieben werden. In diesem Fall würde die Unterfamilie die Bezeichnung Amblyopinae erhalten und die Oxudercinae würden zum Juniorsynonym von Amblyopinae.

## Gattungen und Arten

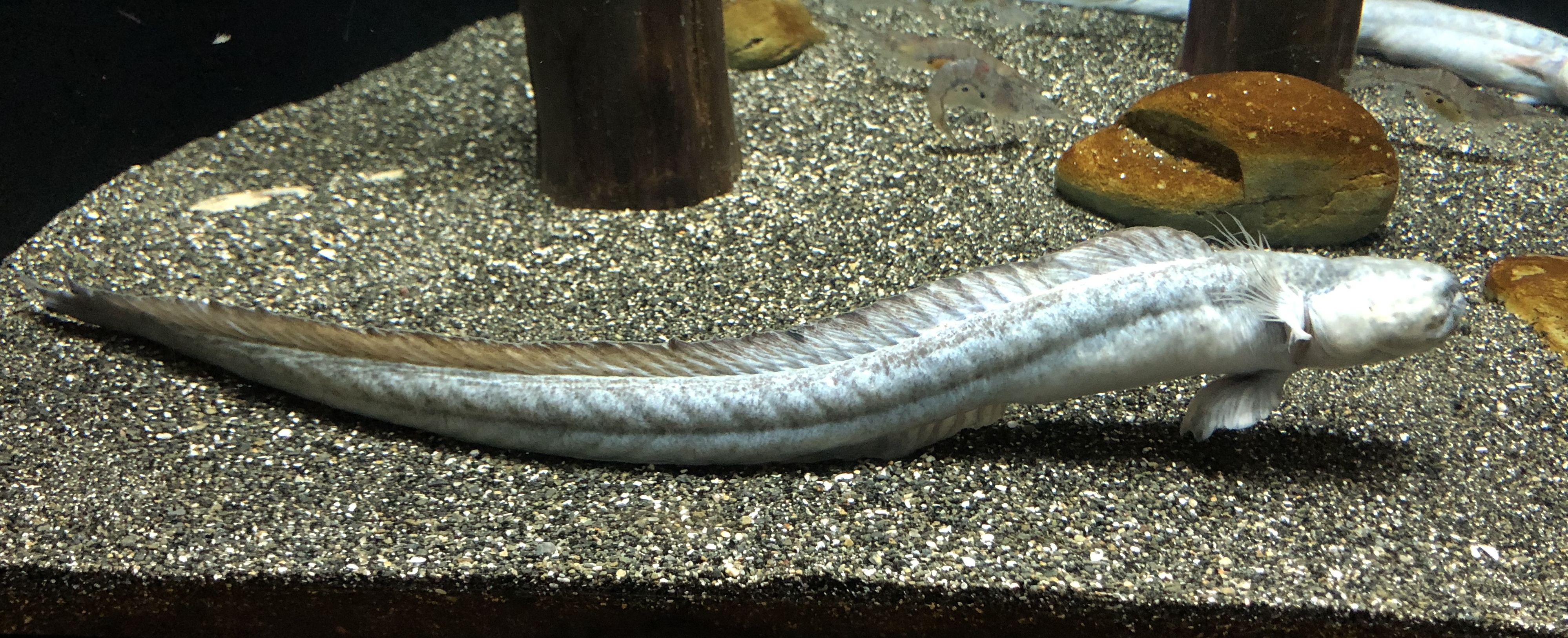
Odontamblyopus lacepedii

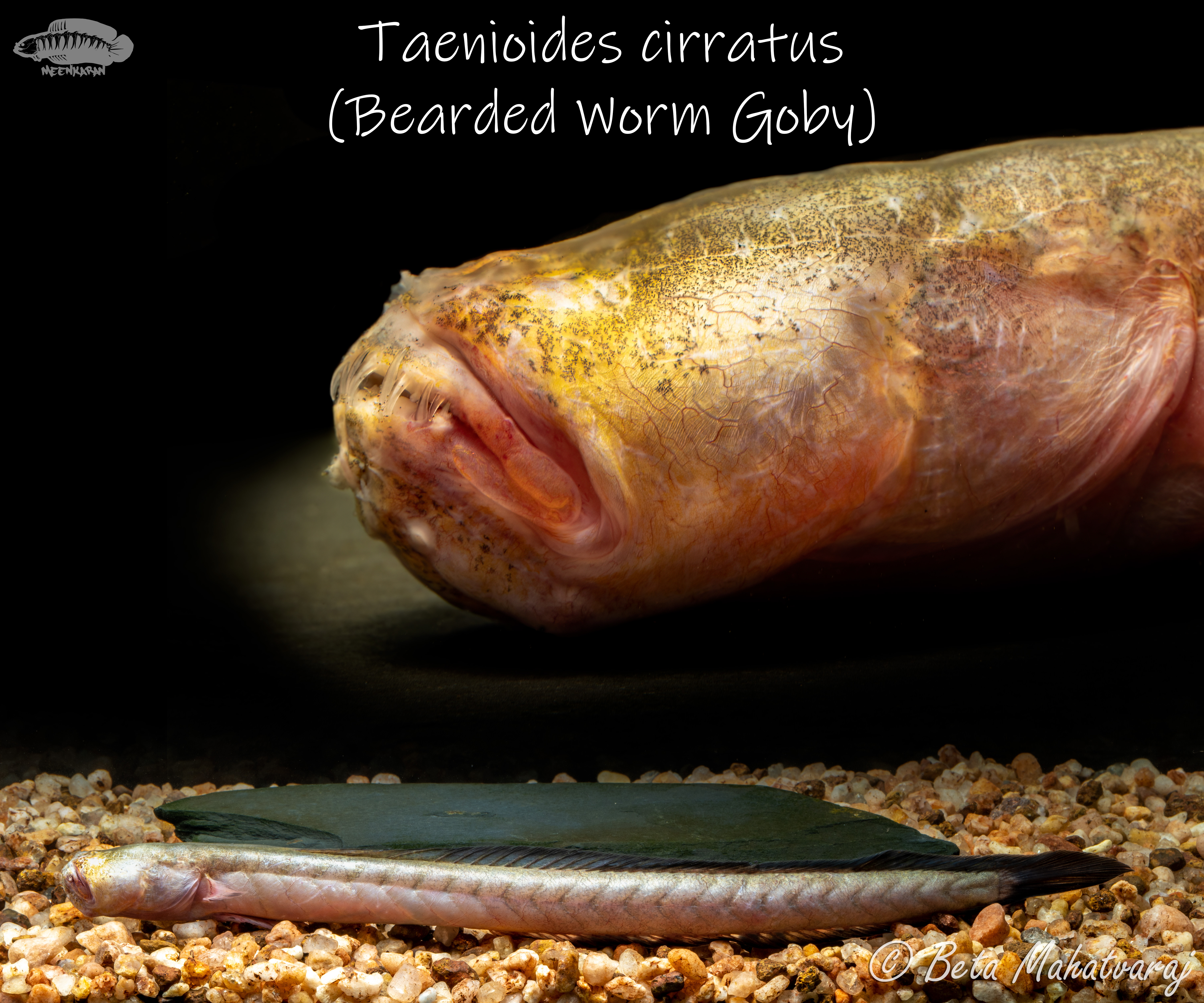
Taenioides cirratus

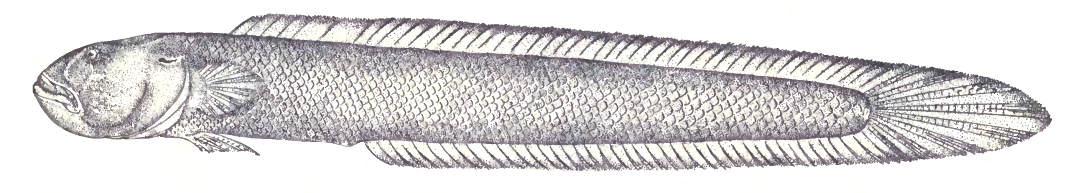
Trypauchen vagina

- Amblyotrypauchen
  - Amblyotrypauchen arctocephalus
- Biendongella[3]
  - Biendongella hemilissa
  - Biendongella iljini
- Brachyamblyopus
  - Brachyamblyopus brachysoma
- Caragobius
  - Caragobius burmanicus
  - Caragobius rubristriatus
  - Caragobius urolepis
- Ctenotrypauchen
  - Ctenotrypauchen chinensis
- Gymnoamblyopus
  - Gymnoamblyopus novaeguineae
- Karsten
  - Karsten totoyensis
- Odontamblyopus[4]Odontamblyopus lacepedii
  - Odontamblyopus lacepedii
  - Odontamblyopus rebecca
  - Odontamblyopus roseus
  - Odontamblyopus rubicundus
  - Odontamblyopus tenuis
- Paratrypauchen
  - Paratrypauchen microcephalus
- Pseudotrypauchen
  - Pseudotrypauchen multiradiatus
- Sovvityazius
  - Sovvityazius acer[3]
- TaenioidesTaenioides cirratus
  - Taenioides anguillaris
  - Taenioides buchanani
  - Taenioides caniscapulus
  - Taenioides cirratus
  - Taenioides eruptionis
  - Taenioides esquivel
  - Taenioides gracilis
  - Taenioides kentalleni
  - Taenioides mordax
  - Taenioides nigrimarginatus
  - Taenioides purpurascens
- Trypauchen[5]Trypauchen vagina
  - Trypauchen pelaeos
  - Trypauchen raha
  - Trypauchen taenia
  - Trypauchen vagina
- Trypauchenichthys
  - Trypauchenichthys larsonae
  - Trypauchenichthys sumatrensis
  - Trypauchenichthys typus
- Trypauchenopsis
  - Trypauchenopsis intermedia